# Veli Iž

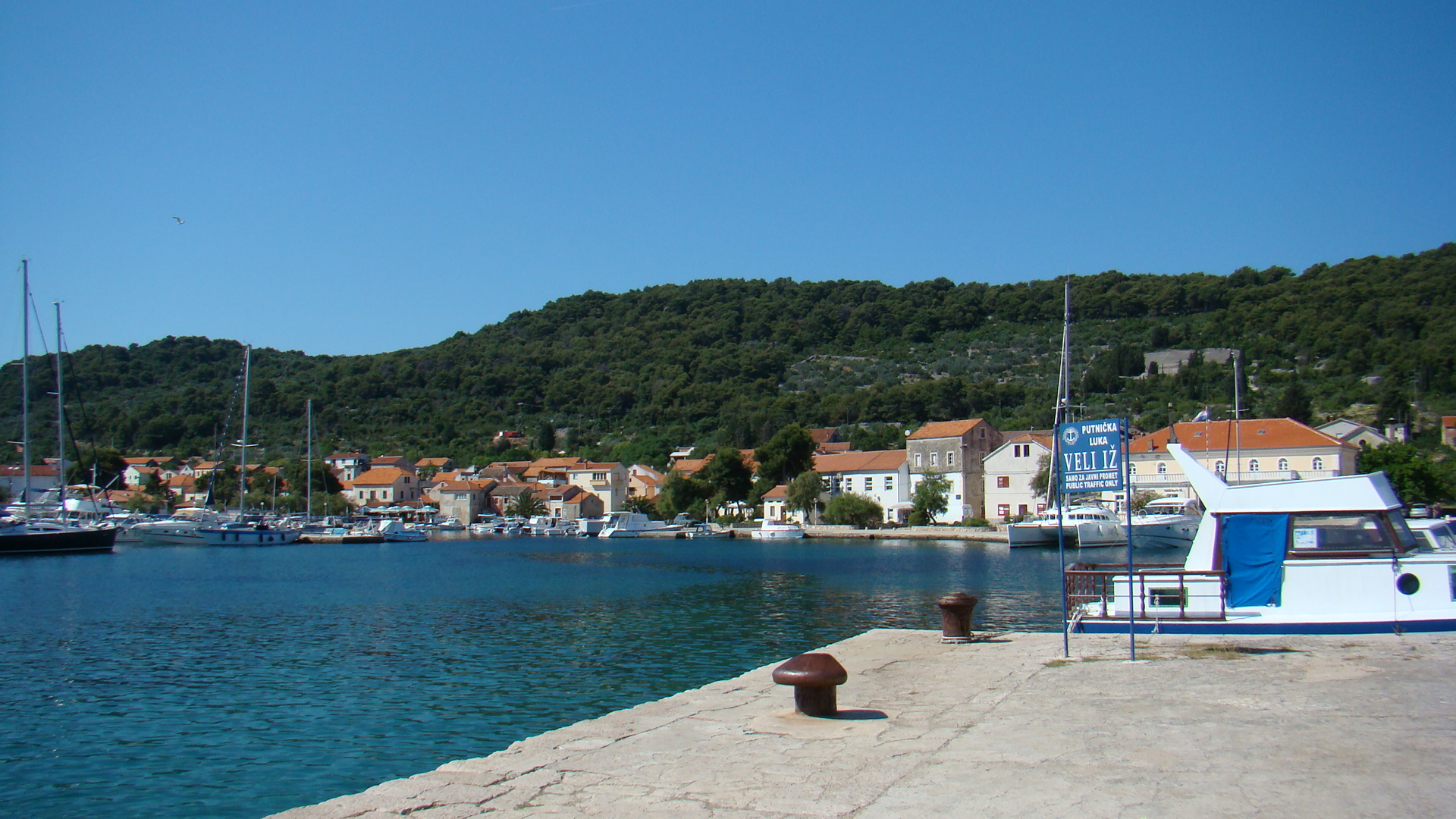

Veli Iž es una localidad de Croacia ubicada en la isla de Iž. Forma parte de la ciudad de Zadar.

## Geografía
Se encuentra a una altitud de 3 m s. n. m., a 296 km de la capital nacional, Zagreb.

## Demografía
Según el censo de 2011, la localidad tiene una población de 400 habitantes.
| Gráfica de población de Veli Iž 1857-2011                           |
|                                                                     |
| Según los censos de población de la oficina estadística de Croacia. |